# Olympische Sommerspiele 1972/Rudern – Vierer ohne Steuermann
Der Vierer ohne Steuermann bei den Olympischen Sommerspielen 1972 wurde vom 27. August bis 2. September auf der Regattastrecke Oberschleißheim ausgetragen.

## Ergebnisse

### Vorläufe

#### Vorlauf 1
| Rang | Nation      | Athleten                                                            | Zeit (min) |
| ---- | ----------- | ------------------------------------------------------------------- | ---------- |
| 1    | Rumänien    | Emeric Tuşa, Adalbert Agh, Mihai Naumencu, Francisc Papp            | 6:49,11    |
| 2    | Norwegen    | Ole Nafstad, Tom Amundsen, Kjell Sverre Johansen, Svein Erik Nilsen | 6:53,27    |
| 3    | Kanada      | Ian Gordon, Karel Jonker, Gregory Rokosh, Donald Curphey            | 7:02,34    |
| 4    | Jugoslawien | Marko Mandič, Jože Berc, Jure Potočnik, Miloš Janša                 | 7:05,00    |
| 5    | Nordkorea   | Kim Ki-tae, Ham Il-nyon, Kim Un-son, Hong Song-su                   | 7:10,57    |

#### Vorlauf 2
| Rang | Nation      | Athleten                                                        | Zeit (min) |
| ---- | ----------- | --------------------------------------------------------------- | ---------- |
| 1    | Neuseeland  | Richard Tonks, Dudley Storey, Ross Collinge, Noel Mills         | 6:47,27    |
| 2    | Schweiz     | Hans-Jörg Bendiner, Walter Steiner, Thomas Macher, Kurt Baumann | 6:55,81    |
| 3    | Argentinien | Oscar de Andrés, José Manuel Bugia, Luciano Wilk, Tomás Forray  | 6:59,72    |
| 4    | Ungarn      | Csaba Czakó, András Kormos, József Csermely, Antal Melis        | 7:02,98    |
| 5    | Mexiko      | José Luis Morales, Arturo Figueroa, Arcadio Padilla, Juan López | 7:20,00    |

#### Vorlauf 3
| Rang | Nation         | Athleten                                                         | Zeit (min) |
| ---- | -------------- | ---------------------------------------------------------------- | ---------- |
| 1    | DDR            | Frank Forberger, Dieter Grahn, Frank Rühle, Dieter Schubert      | 6:43,87    |
| 2    | Großbritannien | Frederick Smallbone, Leonard Robertson, Jim Clark, William Mason | 6:45,30    |
| 3    | BR Deutschland | Joachim Ehrig, Peter Funnekötter, Franz Held, Wolfgang Plottke   | 6:47,53    |
| 4    | Italien        | Primo Baran, Angelo Rossetto, Pier Angelo Conti, Abramo Albini   | 6:53,85    |
| 5    | Frankreich     | Patrick Sellier, Roger Rouver, Gérard Chenuet, Yves Fraisse      | 6:56,58    |

#### Vorlauf 4
| Rang | Nation             | Athleten                                                                  | Zeit (min) |
| ---- | ------------------ | ------------------------------------------------------------------------- | ---------- |
| 1    | Sowjetunion        | Anatoli Tkatschuk, Igor Kaschurow, Alexander Motin, Witali Sapronow       | 6:42,40    |
| 2    | Dänemark           | Willy Poulsen, Peter Fich Christiansen, Egon Pedersen, Rolf Andersen      | 6:47,60    |
| 3    | Bulgarien          | Biser Bojadschiew, Borislaw Wasilew, Nikolaj Kolew, Metodi Chalwadschiski | 6:47,99    |
| 4    | Vereinigte Staaten | Charles Hewitt, William Miller, Richard Dreissigacker, James Moroney      | 6:57,05    |
| 5    | Kuba               | Eralio Cabrera, Troadio Delgado, Ramón Luperón, Angel Serra               | 7:07,61    |

### Hoffnungslauf

#### Hoffnungslauf 1
| Rang | Nation         | Athleten                                                             | Zeit (min) |
| ---- | -------------- | -------------------------------------------------------------------- | ---------- |
| 1    | BR Deutschland | Joachim Ehrig, Peter Funnekötter, Franz Held, Wolfgang Plottke       | 6:58,10    |
| 2    | Dänemark       | Willy Poulsen, Peter Fich Christiansen, Egon Pedersen, Rolf Andersen | 7:04,37    |
| 3    | Ungarn         | Csaba Czakó, András Kormos, József Csermely, Antal Melis             | 7:16,06    |
| 4    | Nordkorea      | Kim Ki-tae, Ham Il-nyon, Kim Un-son, Hong Song-su                    | 7:18,30    |

#### Hoffnungslauf 2
| Rang | Nation         | Athleten                                                         | Zeit (min) |
| ---- | -------------- | ---------------------------------------------------------------- | ---------- |
| 1    | Großbritannien | Frederick Smallbone, Leonard Robertson, Jim Clark, William Mason | 7:06,79    |
| 2    | Kuba           | Eralio Cabrera, Troadio Delgado, Ramón Luperón, Angel Serra      | 7:11,23    |
| 3    | Argentinien    | Oscar de Andrés, José Manuel Bugia, Luciano Wilk, Tomás Forray   | 7:12,74    |
| 4    | Jugoslawien    | Marko Mandič, Jože Berc, Jure Potočnik, Miloš Janša              | 7:18,18    |

#### Hoffnungslauf 3
| Rang | Nation             | Athleten                                                             | Zeit (min) |
| ---- | ------------------ | -------------------------------------------------------------------- | ---------- |
| 1    | Schweiz            | Hans-Jörg Bendiner, Walter Steiner, Thomas Macher, Kurt Baumann      | 7:03,31    |
| 2    | Kanada             | Ian Gordon, Karel Jonker, Gregory Rokosh, Donald Curphey             | 7:06,90    |
| 3    | Frankreich         | Patrick Sellier, Roger Rouver, Gérard Chenuet, Yves Fraisse          | 7:09,33    |
| 4    | Vereinigte Staaten | Charles Hewitt, William Miller, Richard Dreissigacker, James Moroney | 7:13,95    |

#### Hoffnungslauf 4
| Rang | Nation    | Athleten                                                                  | Zeit (min) |
| ---- | --------- | ------------------------------------------------------------------------- | ---------- |
| 1    | Italien   | Primo Baran, Angelo Rossetto, Pier Angelo Conti, Abramo Albini            | 7:00,65    |
| 2    | Bulgarien | Biser Bojadschiew, Borislaw Wasilew, Nikolaj Kolew, Metodi Chalwadschiski | 7:02,69    |
| 3    | Norwegen  | Ole Nafstad, Tom Amundsen, Kjell Sverre Johansen, Svein Erik Nilsen       | 7:03,08    |
| 4    | Mexiko    | José Luis Morales, Arturo Figueroa, Arcadio Padilla, Juan López           | 7:32,31    |

### Halbfinale

#### Halbfinale 1
| Rang | Nation         | Athleten                                                       | Zeit (min) |
| ---- | -------------- | -------------------------------------------------------------- | ---------- |
| 1    | Neuseeland     | Richard Tonks, Dudley Storey, Ross Collinge, Noel Mills        | 7:03,99    |
| 2    | DDR            | Frank Forberger, Dieter Grahn, Frank Rühle, Dieter Schubert    | 7:06,88    |
| 3    | BR Deutschland | Joachim Ehrig, Peter Funnekötter, Franz Held, Wolfgang Plottke | 7:10,56    |
| 4    | Kanada         | Ian Gordon, Karel Jonker, Gregory Rokosh, Donald Curphey       | 7:13,61    |
| 5    | Italien        | Primo Baran, Angelo Rossetto, Pier Angelo Conti, Abramo Albini | 7:14,20    |
| 6    | Kuba           | Eralio Cabrera, Troadio Delgado, Ramón Luperón, Angel Serra    | 7:36,30    |

#### Halbfinale 2
| Rang | Nation         | Athleten                                                                  | Zeit (min) |
| ---- | -------------- | ------------------------------------------------------------------------- | ---------- |
| 1    | Rumänien       | Emeric Tuşa, Adalbert Agh, Mihai Naumencu, Francisc Papp                  | 7:12,50    |
| 2    | Dänemark       | Willy Poulsen, Peter Fich Christiansen, Egon Pedersen, Rolf Andersen      | 7:16,01    |
| 3    | Sowjetunion    | Anatoli Tkatschuk, Igor Kaschurow, Alexander Motin, Witali Sapronow       | 7:16,59    |
| 4    | Großbritannien | Frederick Smallbone, Leonard Robertson, Jim Clark, William Mason          | 7:22,21    |
| 5    | Schweiz        | Hans-Jörg Bendiner, Walter Steiner, Thomas Macher, Kurt Baumann           | 7:23,87    |
| 6    | Bulgarien      | Biser Bojadschiew, Borislaw Wasilew, Nikolaj Kolew, Metodi Chalwadschiski | 7:24,93    |

### Finale

#### B-Finale
| Rang | Nation         | Athleten                                                                  | Zeit (min) |
| ---- | -------------- | ------------------------------------------------------------------------- | ---------- |
| 7    | Großbritannien | Frederick Smallbone, Leonard Robertson, Jim Clark, William Mason          | 6:52,89    |
| 8    | Bulgarien      | Biser Bojadschiew, Borislaw Wasilew, Nikolaj Kolew, Metodi Chalwadschiski | 6:54,54    |
| 9    | Kanada         | Ian Gordon, Karel Jonker, Gregory Rokosh, Donald Curphey                  | 6:57,18    |
| 10   | Italien        | Primo Baran, Angelo Rossetto, Pier Angelo Conti, Abramo Albini            | 6:57,59    |
| 11   | Schweiz        | Hans-Jörg Bendiner, Walter Steiner, Thomas Macher, Kurt Baumann           | 6:59,41    |
| 12   | Kuba           | Eralio Cabrera, Troadio Delgado, Ramón Luperón, Angel Serra               | 7:10,83    |

#### A-Finale
| Rang | Nation         | Athleten                                                             | Zeit (min) |
| ---- | -------------- | -------------------------------------------------------------------- | ---------- |
| 1    | DDR            | Frank Forberger, Dieter Grahn, Frank Rühle, Dieter Schubert          | 6:24,27    |
| 2    | Neuseeland     | Richard Tonks, Dudley Storey, Ross Collinge, Noel Mills              | 6:25,64    |
| 3    | BR Deutschland | Joachim Ehrig, Peter Funnekötter, Franz Held, Wolfgang Plottke       | 6:28,41    |
| 4    | Sowjetunion    | Anatoli Tkatschuk, Igor Kaschurow, Alexander Motin, Witali Sapronow  | 6:31,92    |
| 5    | Rumänien       | Emeric Tuşa, Adalbert Agh, Mihai Naumencu, Francisc Papp             | 6:35,60    |
| 6    | Dänemark       | Willy Poulsen, Peter Fich Christiansen, Egon Pedersen, Rolf Andersen | 6:37,28    |